# Илия (Пестриков)
Илия Пестриков (ум. 1659) — архимандрит Соловецкого монастыря Русской православной церкви.
О мирской жизни Пестрикова информации почти не сохранилось. В 1645 году Илия Пестриков уже был игуменом Соловецкого монастыря, в 1651 году произведен в архимандриты и начиная с него в Соловецком монастыре все настоятели были уже архимандритами. 

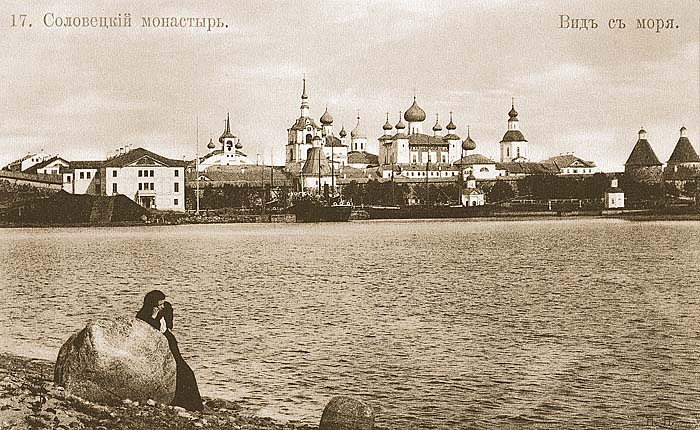
Соловецкий монастырь

При нем (31 мая 1645 года) были открыты мощи Святого Филиппа. 29 апреля 1646 года Илии  были посланы грамоты царя Алексея Михайловича и патриарха Иосифа с указанием извлечь мощи святителя Филиппа из земли, переложить в раку, надеть на них при необходимости новое облачение и поставить в Спасо-Преображенском соборе монастыря. В 1650 году стольник Иван Иванович Колычёв пожертвовал в Соловецкий монастырь покров на раку святителя, который является самым ранним из подобных сохранившихся произведений с изображением Филиппа. В 1652 году царь Алексей Михайлович по инициативе Новгородского митрополита Никона и по согласованию с патриархом Иосифом решил перенести мощи святителя в Москву. 11 марта в Соловецкий монастырь было отправлено посольство из духовных и светских лиц во главе с Никоном, которое 3 июня прибыло на Соловки. После трёхдневного поста и всех необходимых служений мощи были торжественно доставлены в Москву.
Во время Государева похода 1654 года в ходе Русско-польской войны Илия Пестриков ссудил царя значительной денежной суммой из монастырских денег. 
При отце Илии монастырь «терпел много беспокойств от шведов».
Илия Пестриков умер 1 июля 1659 года на Соловках.